# Rouf
Pour les articles homonymes, voir Roof, Rouf (Athènes) et Ketty Rouf.

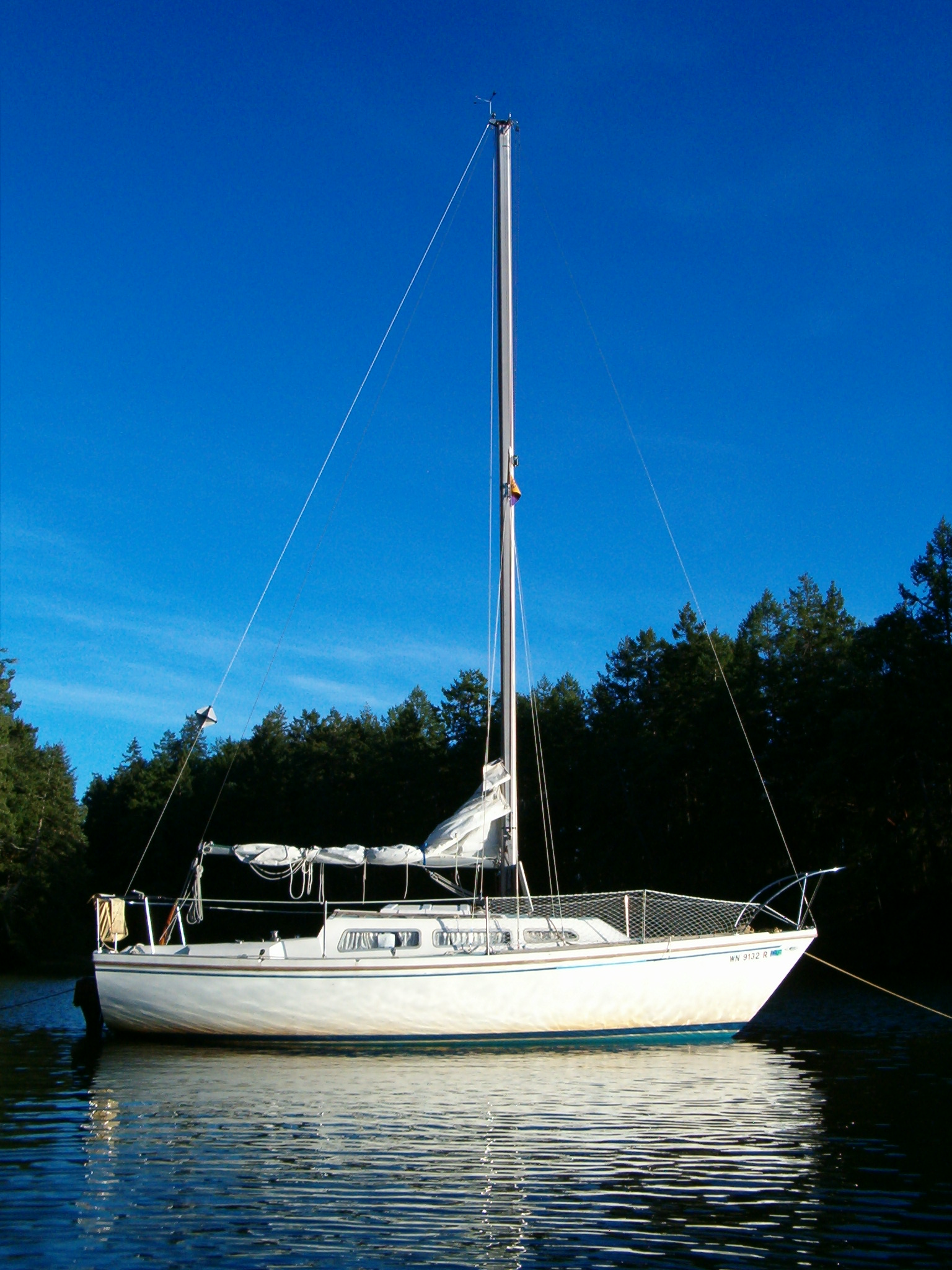
Roof proéminent sur un voilier de type Catalina 27.

Un rouf (aussi nommé roufle ou roof) est  une superstructure sur le pont supérieur d'un bateau ne s'étendant pas sur toute sa largeur. 
Par extension, ce terme désigne une petite structure de faible hauteur sur un voilier, et en particulier la zone surélevée autour de la descente. On appelle passavant la zone de circulation située en abord d'un rouf.